# 龍湖琴譜
《龍湖琴譜》，古琴谱。明隆庆庚午（隆慶四年，1570年）原刊本，石國禎编。現藏於中華民國國家圖書館。

## 琴谱介绍
原书不分卷数，实是二卷，后人分装成四册。全书共收录30首琴曲。
序:「時隆慶己巳七月之吉賜進士第戶部貴州司主事郡人鳴峴鄭繼之撰于峴山亭畔」
跋:「隆慶庚午中秋月襄陽空塵山人陳泰撰」